# Stary cmentarz żydowski w Gołdapi
Stary cmentarz żydowski w Gołdapi – został założony na początku XIX wieku i zajmuje powierzchnię 0,1 ha, na której zachowało się około pięciu nagrobków spośród których najstarszy pochodzi z 1860 roku. Są one wykonane z granitu i wapienia z inskrypcjami w języku niemieckim i hebrajskim. W 1989 roku cmentarz został uporządkowany przez władze samorządowe.